# Ingvar Wehtje
Ernst Ingvar Wehtje, född 25 juni 1923 i Karlshamn, död 18 mars 1981 i Eslöv, var en svensk industriman.
Wehtje, som var son till Ernst Wehtje och Britta Elfverson, avlade studentexamen vid Lundsbergs skola 1941, reservofficersexamen 1944 och diplomerades från Handelshögskolan i Stockholm 1948. Han anställdes av Cementa 1948, blev direktör vid AB Skånsk stenindustri i Södra Sandby 1954 samt var verkställande direktör och styrelseledamot i Skandinaviska Eternit AB i Lomma och Svenska Invarit AB i Köping 1961–1968. Han blev ryttmästare i kavalleriets reserv 1960.
Wehtje var verksam inom kommunalpolitiken i Malmö stad för högern och vice ordförande i Malmö Kommunala Bostads AB 1960–1970. Han var även styrelseledamot i bland annat AB Skånsk stenindustri, Byggnadsämnesförbundet, AB Skånska cementgjuteriet, AB Eternitrör, Svenska AB Gyproc och AB Osram-Elektraverken/AB Osram. Han var vice ordförande i Svenska ridsportens centralförbund och fullmäktig i Skånes handelskammare.